# Plutonaster ambiguus
Plutonaster ambiguus är en sjöstjärneart som beskrevs av Percy Sladen 1889. Plutonaster ambiguus ingår i släktet Plutonaster och familjen kamsjöstjärnor.
Artens utbredningsområde är Tasmanhavet. Inga underarter finns listade i Catalogue of Life.